# 長崎市立南長崎小学校
長崎市立南長崎小学校（ながさきしりつ みなみながさきしょうがっこう、Nagasaki City Minaminagasaki Elementary School）は、長崎県長崎市ダイヤランド四丁目にある公立小学校。

## 概要
歴史
小ヶ倉地区の新団地（現・ダイヤランド）の急激な人口の増加に対応するため、1988年（昭和63年）に新設された。2013年（平成25年）に創立25周年を迎えた。
学校教育目標
「やる気、やさしさ、根気強さのある子どもの育成を図る」
校章
開校した1988年（昭和63年）に当時在職していた教員によってデザインされた。「南」の文字と虹色（7色）で描いた「N」の文字（長崎（Nagasaki）の頭文字）を組み合わせ、校名の「南長崎」を表している。
校歌
歌詞は3番まであり、各番に校名の「南長崎」が登場する。
校区
長崎市立小ヶ倉中学校区。

## 沿革
- 1988年（昭和63年）
  - 4月1日 - 長崎市小ヶ倉町三丁目400番地160（現在地）に「長崎市立南長崎小学校」（現校名）が開校。市立小学校としては56番目の開校[2]。
  - 4月6日 - 開校式・始業式を挙行。長崎市立小ヶ倉小学校から一部児童が移籍。
  - 4月8日 - 入学式を挙行。60名が入学し、児童総数396名（学級数14）でのスタートとなる。
- 1989年（平成元年）1月19日 - 校旗（校章）と校歌を制定。
- 1990年（平成2年）
  - 3月15日 - 第二期工事（教室6・アスレチックス）が完了。
  - 4月1日 - 長崎市立小ヶ倉中学校の新設に伴い、中学校区が戸町中学校から小ヶ倉中学校に変更となる。
- 1991年（平成3年）
  - 2月4日 - 学校所在地の表記が長崎市小ヶ倉町三丁目400番地160から「長崎市ダイヤランド四丁目5番1号」に変更。
  - 4月17日 - 飼育小屋が完成。
- 1994年（平成6年）
  - 4月 - 児童総数が最大の775名（学級数23）を記録する（ピーク）。
  - 10月6日 - ロシア、カザフスタン、ベラルーシ、ウクライナ訪問団が来校し、国際理解集会を開催。
- 1996年（平成8年）10月9日 - アメリカ合衆国オレゴン州から視察団が来校。
- 1999年（平成11年）5月13日 - クジャク小屋が完成。
- 2001年（平成13年）9月1日 - 学校ウェブサイトを開設。
- 2003年（平成15年）10月15日 - 1階教室の学童への供用を開始。
- 2004年（平成16年）9月6日 - 小ヶ倉中学校との親子給食を開始（南長崎小学校（親側）で調理し、隣接の小ヶ倉中学校（子側）へ運搬する方式）。
- 2005年（平成17年）11月29日 - 新校門・扉フェンスを設置。
- 2006年（平成18年）
  - 9月4日 - 学校給食の民間業者への委託を開始。
  - 10月11日 - 新上五島町立奈良尾小学校4・5年児童17名を受け入れ、ふるさとふれあい学習を実施（10月13日までの3日間）
- 2007年（平成19年）
  - 4月1日 - 特別支援学級を開設。
  - 9月15日 - 保護者会が「育友会」へ改称。
- 2010年（平成22年）
  - 3月6日 - 太陽光発電パネルを設置。
  - 8月27日 - 学校図書のデータベース化を完了。
- 2014年（平成26年）4月1日 - 特別支援学級（知的障害）開級。同日、PCタブレット端末を全学級各教室に配置（全13台）。
- 2015年（平成27年）
  - 6月25日 - 体育館天井工事開始（8月28日まで）。
  - 9月30日 - iPad33台設置。
  - 10月22日 - 児童玄関前に防犯カメラ設置。
- 2016年（平成28年）4月1日 - 特別支援学級（弱視）開級。
- 2017年（平成29年）
  - 3月27日 - 放送機器新規入替設置。
  - 9月16日 - 創立30周年記念式典挙行。
  - 12月9日 - 創立30周年記念の南っ子まつり開催。
- 2018年（平成30年）
  - 3月13日 - 創立30周年記念植樹。
  - 6月 - フッ化物洗口開始。
  - 11月 - 体育館外壁改修工事実施（翌年2月まで）。
- 2019年（令和元年）9月1日 - 空調設備運転開始（11教室・理科室・音楽室）。

## アクセス
最寄りのバス停
- 長崎自動車（長崎バス）「くすの木通り」バス停

最寄りの道路
- 国道499号
- 長崎県道237号小ヶ倉田上線「小ヶ倉」交差点

## 周辺
- ダイヤランド保育園
- ダイヤランド青い鳥幼稚園
- 長崎市立小ヶ倉中学校
- 活水女子大学新戸町キャンパス
- 長崎ダイヤランド郵便局

## 著名な出身者
- 岩永ひひ男（俳優）

## 関連事項
- 長崎県小学校一覧